# Dominik Etlinger
Dominik Etlinger (Zagabria, 19 febbraio 1992) è un lottatore croato.

## Biografia
Ai Giochi del Mediterraneo di Mersin 2013 ha vinto la medaglia di bronzo nella categoria fino a 66 kg.
Ai I Giochi europei di Baku 2015 ha vinto il bronzo nella categoria fino a 71 chilogrammi.
Ai campionati europei di Bucarest 2019 ha gareggiato nel torneo dei 72 chilogrammi ed ha battuto l'armeno Hrant Kalachyan nella finale valevole per la medaglia di bronzo.

## Palmarès
- Europei

Bucarest 2019: bronzo nella categoria fino a 72 kg.
- Giochi europei

Baku 2015: bronzo nella categoria fino a 71 kg.
- Giochi del Mediterraneo

Mersin 2013: bronzo nella categoria fino a 66 kg.